# おおひなたごう
おおひなた ごう（1969年8月4日 - ）は、日本の漫画家。男性。秋田県羽後町出身。東京デザイナー学院卒業。代表作に『おやつ』『俺に血まなこ』、『フェイスガード虜』、『犬のジュース屋さん』がある。主にギャグ漫画を執筆している。
デザイン会社に勤めた後に退社。若林健次、髙橋ツトム、戸田敦夫（現姓・二ノ宮 漫画家二ノ宮知子の夫）とバンドを組んでいた時期もある。マンガ家のタナカカツキ（タナカ塾）からマンガの通信教育を受けていた時期がある。
1991年、『心はマリン』（『コミックギガ』別冊・まんが動物園）でデビュー。そのサイケデリックな作風から多方面から支持を集める。タイタンとも関わりがあり、爆笑問題らと共演したこともある。また、『コミックキュー』に掲載された『天使のわけまえ』では、親交のある漫画家髙橋ツトムとのコラボレーションを果たした。
2008年から2012年まで「ギャグ漫画家大喜利バトル」を主催した。2013年に京都精華大学マンガ学部ギャグマンガコース特任教員に就任し、2022年現在は同大学マンガ学部新世代マンガコース専任教員を務めている。

## 作品リスト

### 漫画
- 「俺に血まなこ」シリーズ（『テレビブロス』連載）
  - 『俺に血まなこ』1996年、イースト・プレス、ISBN 4-87719-314-6
  - 『俺に血まなこグレート』1997年、イースト・プレス
  - 『俺に血まなこの花』1999年、イースト・プレス
  - 『さらば俺に血まなこ』2002年、イースト・プレス、ISBN 4-87257-304-8
- 『カステラショック』1996年、白泉社
  - 『カステラショックre‐mix』2001年、イースト・プレス
- 『ヨーデル王子』1997年、イースト・プレス、ISBN 4-87257-119-3
- 『おやつ』1997年 - 2001年、『週刊少年チャンピオン』連載、全5巻
- 『新・河原崎超一郎』1998年 - 2000年、『月刊少年チャンピオン』連載、全2巻
- 『COUNTER ACTION』1999年、小学館『トカイモン―トウキョウワカモノブック』、ISBN 978-4091026774
- 『フェイスガード虜』2002年 - 2005年、『週刊少年チャンピオン』連載、全6巻
- 『犬のジュース屋さん』2002年、『週刊ヤングジャンプ』連載、全1巻
- 『バクマン!』2002年、幻冬舎 - 爆笑問題と共作
- 『遺伝子レベル剣』2003年、イースト・プレス
- 『特殊能力アビル』2003年に『テレビブロス』で連載、2011年にエンターブレインから単行本化
- 『エキサイトな事件』2004年、秋田書店 - とり・みきとの共作
- 『銀河宅配便マグロ』2005年 - 2008年、『月刊コミックビーム』連載、全3巻
- 『空飛べ! プッチ』2005年 - 2006年、『月刊プリンセス』連載
  - 『空飛べ! プッチ 完全版』2010年、エンターブレイン、ISBN 978-4-04-726782-4
- 『ドリル園児』2006年、『週刊少年チャンピオン』連載、全1巻
  - のちに『ドリル園児 完全版』2010年、エンターブレイン、ISBN 978-4-04-726781-7
- 『犬のジュース屋さんZ』2007年 - 2009年、『週刊ヤングジャンプ』連載、全6巻
- 『まほう少女トメ』2011年、『月刊コミックビーム』連載、エンターブレイン、ISBN 978-4-04-727407-5
- 『ラティーノ♥』2012年 - 2014年、『モーニング』連載、全3巻
- 『目玉焼きの黄身 いつつぶす?』2012年 - 2019年、『月刊コミックビーム』連載、全12巻
- 『コアソビー』2013年、集英社クリエイティブ、ISBN 978-4-420-22059-0
- 『ひなごう! おおひなたごう Extra Works』2016年、エンターブレイン、ISBN 978-4-04-734266-8
- 『星のさいごメシ』2020年 - 2021年、『月刊コミックビーム』連載、全3巻
- 『レコード大好き小学生 カケル』2023年 - 、『月刊コミックビーム』2023年7月号[4] - 連載中、既刊3巻

### 挿絵
- モテモテのツボ―人気者から学べ!（著者:石原壮一郎）

### テレビ番組などの美術
- ピィース!
- ハッピータイム!